# Felipe Parra
Felipe Parra Albuquerque (Maringá, 19 de abril de 2005) é um voleibolista profissional brasileiro, jogador posição ponteiro e medalhista de ouro no Campeonato Mundial de Clubes de 2024 no Brasil. 

## Carreira
A prática esportiva foi inspirada desde sua infância por seus pais, Laerte e Lindaiana, estes atletas da APCEF-PR, e acompanhando-os em viagens para campeonatos e assistindo-os jogar que teve o primeiro contato. Aos doze anos de idade iniciou no voleibol em sua cidade natal.Estava em 2020, na categoria Sub-17 pelo São Caetano e selecionado para seletiva para integrar a seleção estadual, e no mesmo ano ingressou nas categorias de base do Sada Cruzeiro Vôlei. Em 2022, foi convocado para a seleção brasileira para disputar o Campeonato Sul-Americano, mas, sofreu uma lesão e foi cortado. Em 2023, foi convocado pelo técnico técnico Luiz Carlos Kadylac e  retornou para a seleção e fez excursão pela Europa, numa preparação de três meses, e disputou o Campeonato Mundial Sub-19 em San Juan, no qual finalizou na nona posição..
Em 2024, conquistou o título do Campeonato Sul-Americano Sub-21 sediado em Callao. Com o time profissional do Sada Cruzeiro, disputou o Campeonato Mundial de Clubes em Uberlândia obtendo a medalha de ouro.

## Títulos
Clubes
Campeonato Mineiro:
- 2024

Campeonato Mundial de Clubes:
- 2024